# Helge Halkjær
Helge Halkjær (Thorning, 20 de diciembre de 1916-Kolding, 14 de febrero de 1996) fue un deportista danés que compitió en remo. Participó en los Juegos Olímpicos de Londres 1948, obteniendo una medalla de plata en la prueba de cuatro sin timonel.

## Palmarés internacional
| Juegos Olímpicos | Juegos Olímpicos      | Juegos Olímpicos | Juegos Olímpicos   |
| Año              | Lugar                 | Medalla          | Prueba             |
| ---------------- | --------------------- | ---------------- | ------------------ |
| 1948             | Londres (Reino Unido) | Medalla de plata | Cuatro sin timonel |